# ایستگاه نویکلن برلین

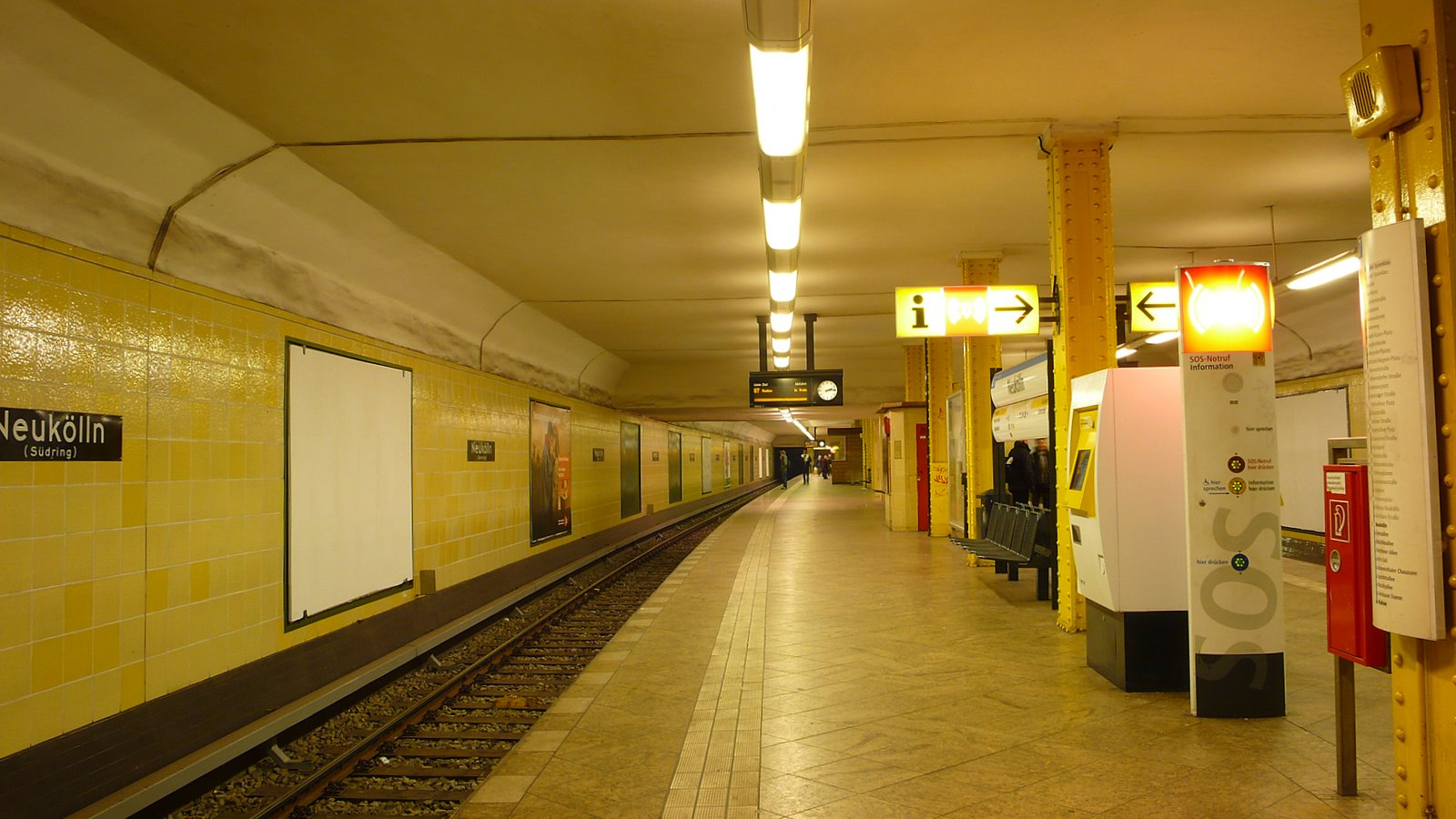
ایستگاه متروی نویکلن

ایستگاه نویکلن برلین (آلمانی: Berlin-Neukölln) نام یکی از ایستگاه‌های قطار شهری برلین‌ (خطوط S 41، S 42، S 45، S 46 و S 47) و متروی برلین (خط U7) در نویکلن برلین است که در سال ۱۹۳۰ به بهره‌برداری رسید.